# Elecciones del Consejo Regional de Reunión de 2004
Las elecciones del Consejo Regional se celebraron en Reunión en 2004 como parte de las elecciones regionales francesas. El resultado fue una victoria para la alianza Partido Comunista de Reunión - Free Dom, que obtuvo 27 de los 45 escaños.

## Resultados
|  | 34.48 % |

|  | 25.67 % |

|  | 15.91 % |

|  | 6.06 % |

|  | 3.58 % |

|  | 2.13 % |

|  | 1.74 % |

|  | 1.74 % |

|  | 1.55 % |

|  | 1.46 % |

|  | 1.36 % |

|  | 0.88 % |

|  | 0.70 % |

|  | 2.72 % |

|  | 94.12 % |

|  | 2.35 % |

|  | 3.53 % |

|  | 62.83 % |

|  | 37.17 % |

|  | 44.85 % |

|  | 32.82 % |

|  | 22.33 % |

|  | 96.17 % |

|  | 1.53 % |

|  | 2.3 % |

|  | 67.86 % |

|  | 32.14 % |